# City Night Line

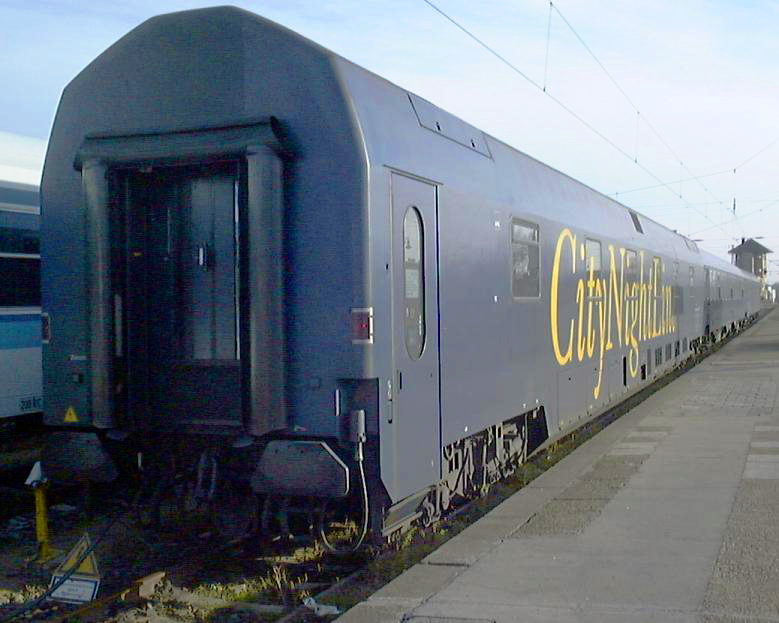
City Night Line-tåg år 2000.

City Night Line var ett tågkoncept, drivet av DB Nachtzug som ägs av tyska DB som trafikerade Italien, Nederländerna, Schweiz, Tjeckien, Tyskland och Österrike.
Nätet bestod hösten 2016 av 11 linjer.
En del linjer försvann helt en tid, men har på olika sätt många gånger återuppstått i efterhand, men under namnet Euronight istället.